# Sigismund Jeraj
Sigismund (Janez) Jeraj, frančiškanski pater, slovenski rimokatoliški duhovnik in učitelj, * 13. oktober 1809, Zapoge, † 18. januar 1882, Novo mesto.

## Življenje
Sigismund Jeraj je bil krščen za Janeza. Ni znano, kje se je šolal. 
Pri dvajsetih letih je vstopil v frančiškanski red, bil v noviciatu v Nazarjah. 21. oktobra 1832 je naredil slovesne redovne zaobljube in bil 20. avgusta 1833 posvečen v duhovnika. 
Po končanem študiju je prišel takoj v Novo mesto za učitelja v ljudski šoli. Nekaj let pozneje pa je postal tudi ravnatelj do leta 1877. Njegov nasprotnik je bil pisatelj in profesor Janez Trdina, saj Sigismund ni bil narodno zaveden. Šolska oblast pa ga je cenila, zato mu je cesar leta 1877 ob koncu poučevanja podelil zlati križec za zasluge.